# Aeroporto Internazionale Toussaint Louverture
L'Aeroporto Internazionale Toussaint Louverture è un aeroporto situato a Port-au-Prince, in Haiti.
Nel periodo successivo al terremoto di Haiti del 2010 è stato per un certo tempo sotto temporaneo controllo della United States Air Force, l'aviazione degli Stati Uniti, con traffico limitato ai voli umanitari. Dal 19 febbraio 2010 l'aeroporto ha parzialmente riaperto il traffico commerciale , per poi normalizzarsi completamente. Il 25 novembre 2012 è stato aperto un nuovo terminal.